# Cultuur Stimuleringsprijs Stad Nijmegen
De Cultuur Stimuleringsprijs Stad Nijmegen, tot 2009 Alcuinusprijs, is een culturele prijs van de gemeente Nijmegen.

## Achtergrond
De prijs, die in 1977 vernoemd werd naar Alcuinus, wordt toegekend een veelbelovend kunstenaar, kunstenaarsgroep of cultureel ondernemer die een duidelijke bijdrage geleverd heeft aan de vernieuwing van het Nijmeegse cultuuraanbod. Aan de prijs is een geldbedrag verbonden van € 5.000. De gemeente reikt de prijs normaliter eens in de 2 jaar uit op voordracht van de Adviescommissie Cultuurprijzen.
Naast de Cultuur Stimuleringsprijs kent Nijmegen ook de Karel de Grote Oeuvreprijs.

## Gelauwerden
- 2024: Marjolein Visser, schrijfster
- 2022: Fenne Saedt, schrijfster, critica, initiator
- 2020: Linde Schöne, muzikante
- 2018: Studio Another Day, vormgevingsstudio
- 2016: Esther Aarts, illustrator
- 2014: Hanneke Hendrix, schrijfster
- 2012: Marga van den Heuvel, beeldend kunstenaar
- 2010: Floor Adams, beeldend kunstenaar
- 2008: Lobke Burgers, beeldend kunstenaar
- 2006: Andrea Stultiens, fotografe
- 2004: Dziga, audiovisuele werkplaats
- 2002: Nico Huijbregts, componist
- 2000: Paraplufabriek, kunstinitiatief
- 1998: Susanne van Els, musicus
- 1996: Frans van de Putte, violist en Sebastiaan Oosthout, pianist
- 1992: Ulrike Heider, dirigente
- 1988: Steigertheater, podiumkunsten
- 1982: Frans Kusters, literatuur
- 1980: S. Janssen, beeldend kunstenaar
- 1968: Oscar Goedhart, beeldend kunstenaar